# Naparamas
Naparamas são guerreiros moçambicanos que surgiram na década de 1980, no contexto da Guerra Civil Moçambicana. Aliando conhecimentos tradicionais, elementos místicos e um sentimento de comunidade, os Naparamas serviram como grupos auto-organizados contrários à presença da Renamo e, portanto, se aliaram à Frelimo. São oriundos do centro-norte de Moçambique, principalmente da província da Zambézia. Combatiam com arcos, flechas e lanças.

## Contexto histórico
Em 1989, Moçambique era um país destruído por uma guerra civil que se prolongava desde há dez anos. De uma guerrilha que pouco mais era do que uma das unidades tácticas do exército rodesiano, os rebeldes da Renamo, com o apoio ostensivo (e depois camuflado) da África do Sul, cresceram militarmente até conseguirem desafiar taco-a-taco, embora de uma forma negativa e destrutiva, o exercício da autoridade do Estado moçambicano que era representado nesses tempos pelo partido único, a Frelimo. É neste ambiente, em que a autoridade governamental colapsa e onde não se conseguem assegurar às populações sequer as mais elementares condições de segurança, intercalado entre as duas facções em guerra, que surge em Moçambique um curioso, hoje esquecido, movimento popular que veio a adquirir a designação de Naparama.

## Origem do movimento
O movimento teve as suas raízes em um curandeiro tradicional, que contava à época 27 anos, chamado Manuel António, oriundo, crê-se, do distrito de Pebane, na província moçambicana da Zambézia. Segundo a história que o próprio contara, ele morrera de sarampo e estivera mesmo enterrado durantes seis dias, ao fim dos quais ressuscitara e a quem Deus instruíra para ir libertar o povo das destruições da guerra. Em cerimónias rituais, com cada vez maior audiência, Manuel António vacinava os seus seguidores, fazendo-os ingerir poções baseadas em plantas medicinais; e marcando-os com incisões simbólicas que os imunizariam das balas inimigas. E os assim tratados acreditavam.
O distrito de Pebane é região macua (Makua), onde se fala o macua-lomué (Makua–Lomwe), no centro-norte de Moçambique. A prédica de Manuel António, para além de associar elementos das grandes religiões mundiais (como a morte e a ressurreição ou o seu estatuto de escolhido por Deus para ser o profeta), ia recuperar convicções arreigadas na região, que os representantes da administração colonial portuguesa não se haviam cansado de tentar erradicar no seu tempo, mesmo ainda antes da eclosão das primeiras acções armadas da Frelimo em 1964: quando das passagens em visitas de cortesia daqueles representantes às povoações, os régulos (autoridade tradicional) eram regularmente brindados pelas escoltas armadas com espectáculos de tiro ao alvo em latas, garrafas ou outros objectos, em exibição, não apenas da habilidade do atirador, como também da precisão da arma (normalmente as Mauser) e sobretudo dos estragos causados pelo projéctil, já que não era incomum ressurgirem rumores que as armas eram ineficazes. Os guerreiros de Manuel António estavam convencidos que eram imunes às balas.

## Ação durante a Guerra Civil Moçambicana
Em março de 1990, essa comunidade agregada à volta de Manuel António passou à ofensiva no distrito adjacente do Alto Molocué. Armados apenas de lanças, mas movimentando-se de uma forma ostensiva, frontal e coordenada de acordo com o toque de apitos, ostentando braçadeiras vermelhas, por vezes cantando, os guerreiros que se consideravam imunes conseguiram recapturar à Renamo cerca de duas dúzias de povoações e bases controladas pelos insurrectos, correspondendo a uma área habitada por cerca de 200.000 pessoas. Na maioria das vezes, os defensores limitaram-se a fugir, apesar de armados, quiçá também convencidos da ineficácia das suas próprias armas. Lesivo da reputação da Renamo, o feito também o foi da Frelimo, pois as forças governamentais haviam repetidamente falhado as suas tentativas prévias de desalojar os rebeldes daquelas mesmas posições. No auge do seu poder, em meados de 1991, Manuel António contaria com um núcleo combatente rondando os 3.000 guerreiros, além de mais de uma dezena de milhar de milícias que operavam em defesa local desde o norte e leste da província da Zambézia, onde o movimento nascera, até à província de Nampula, e estendendo-se mesmo até ao sul da província de Cabo Delgado, todas regiões de Makuas.
O governo moçambicano em Maputo tornara o movimento seu aliado, aceitando com humildade e com um certo embaraço que ele cumpria funções que o Estado não estava em condições de assegurar. Em declarações públicas, o próprio governador provincial de Nampula constatava quanto o povo estava cansado da guerra e quanto parecia estar disposto até a acreditar em superstições para que se lhe pusesse fim. Mas, como é muito frequente em fenómenos sociais com estas características, o crescimento do movimento Naparama também estava a causar a sua degenerescência. Alguns grupos dos seguidores de Manuel António começaram a também usar os uniformes e as armas capturadas ao inimigo. Dissidências como a de um tal Comandante Cinco no norte da província de Nampula, assumiram comportamentos associais que mimetizavam tudo aquilo que o movimento prometera às populações que iria combater. Mas o principal inimigo dos Naparamas continuava a ser a Renamo.
Numa reviravolta irónica, aquela organização rebelde viu-se na obrigação de abastecer os seus homens com uma medicina alternativa que, em vez da imunidade às balas, os imunizasse por sua vez dos ataques dos adversários Naparamas. Mas a grande arma da Renamo era o terror. Em setembro de 1991, por exemplo, a reconquista de Lalaua, capital do distrito homónimo, que fora até aí controlada pelos homens de Manuel António, foi acompanhada do saque da povoação e da morte da 49 pessoas, algumas das quais tiveram as suas cabeças expostas como aviso às populações. O verdadeiro ponto frágil dos Naparamas, contudo, só se veio a mostrar dali por três meses, em dezembro de 1991, quando Manuel António foi morto num confronto com elementos da Renamo perto de Macuse na Zambézia. Com o seu desaparecimento, aquele movimento genuinamente patrocinado pela sociedade civil moçambicana desagregou-se tão rapidamente quanto se formara. Hoje é considerado um epifenómeno da História de Moçambique.

## Atualmente
Os Naparamas se organizaram novamente no ano de 2011 para exigir ao Governo Central seu auxílio pós-guerra, após a exclusão dos membros de tal organização no Estatuto dos Combatentes. 

## Literatura
Os Naparamas tomam carácter central na novela do escritor moçambicano Mia Couto, chamada Terra Sonâmbula, na qual um dos protagonistas, Kindzu, almeja tornar-se um destes guerreiros.